# Gęsia Kępa
Gęsia Kępa – dawna wyspa w północno-zachodniej Polsce, przy Starej Świnie i Byczym Rowie. Obszar nie jest zamieszkany. Dawniej osobna wyspa, a obecnie połączona z wyspą Wołcza Kępa przy północnej stronie, a oddzielona od niej kanałem przy stronie wschodniej.
Administracyjnie należy do miasta Świnoujście. Wyspa wchodzi w obszar Wolińskiego Parku Narodowego. Znajduje się w obszarze specjalnej ochrony ptaków „Delta Świny” oraz obszarze ochrony siedlisk „Wolin i Uznam”.
Do 1945 r. stosowano niemiecką nazwę Behrens-Holm. W 1949 r. ustalono urzędowo polską nazwę Gęsia Kępa.